# Амелунг, Вальтер
Вальтер Оскар Эрнст А́мелунг (нем. Walter Oskar Ernst Amelung; 15 октября 1865, Штеттин — 12 сентября 1927, Бад-Наухайм) — немецкий историк древнего искусства, специализировавшийся в основном на исследованиях древнегреческих и древнеримских скульптур.

## Биография
Вальтер Оскар Эрнст Амелунг родился 15 октября 1865 года в прусском городе Штеттине, ныне Щецин. Начиная с 1884 года Вальтер Амелунг учился в Тюбингенском университете под руководством Эрвина Роде, а затем в Лейпцигском университете — у Иоганнеса Овербека и в Мюнхенском университете — у Генриха Брунна. В 1891—1893 годах путешествовал по Средиземноморью и вёл исследования античной скульптуры. В 1895 году в Риме Вальтер Амелунг начал работать с Германским археологическим институтом, где его обязанностью было составление каталога скульптур из коллекции Ватикана.
Во время Первой мировой войны Амелунгу было поручено восстановление гипсовых слепков классической скульптуры в музее в Берлинском университете, а после заключения Версальского договора он возглавлял реконструкцию библиотеки Германского археологического института в Риме. Вместе с Паулем Арндтом (1865—1937) являлся одним из редакторов Photographische Einzelaufnahmen antiker Skulpturen — обзора греческой и римской скульптуры.

## Избранная библиография
- «Florentiner Antiken» (1893);
- «Die Basis des Praxiteles aus Mantinea» (1895);
- «Führer durch die Antiken von Florenz» (1896);
- «Die Skulpturen des vatikanischen Museums» (1903).